# Neumarkter Sattel
Der Neumarkter Sattel ist ein sanfter Pass in der Steiermark mit einer Scheitelhöhe von 894 m ü. A. zwischen dem oberen Murtal und dem Olsatal, das ins Klagenfurter Becken führt. 
Über den nach Neumarkt in der Steiermark benannten Pass führt die Rudolfsbahn. Die Landesgrenze zu Kärnten verläuft weiter südlich bei Dürnstein in der Steiermark, wo die Olsaklamm eine natürliche Grenze bildet. Die Bedeutung dieses Übergangs an einer früheren Eisen- und Salzstraße dokumentieren mehrere mittelalterlichen Burgen: Dürnstein im Süden, die Höhlenburgen Schallaun und Puxer Lueg (auch Puxer Loch) im Norden.

## Umgebung
Der Sattel markiert die Grenze zwischen Gurktaler- und Lavanttaler Alpen. Benachbarte Übergänge sind in den Gurktalern die Flattnitz, in den Lavanttalern der Obdacher Sattel. Weiterführende Übergänge sind in den Niederen Tauern der Radtstädter-, Sölker- und Triebener Tauern.
Südlich des Sattels liegt der wichtige mittelalterliche Eisenumschlagplatz Friesach, nordwestlich das heute dörfliche Oberwölz, dem der Eisenhandel zu einer der ersten Stadtrechtsverleihungen in der Steiermark verhalf.

## Geschichte
Über den Neumarkter Sattel führte eine norische Straße, die von den Römern in der Kaiserzeit ausgebaut wurde und zu einer der wichtigsten Straßen der Römer in den Ostalpen wurde. Auch im Mittelalter wurde die Römerstraße rege genutzt und vermutlich auch ausgebaut. Im Jahre 1235 überschritt Stauferkaiser Friedrich II. auf einem seiner Romzüge den Sattel. Heute führt eine Landstraße über ihn, der hauptsächliche Verkehr führt über den einige Kilometer östlich gelegenen Perchauer Sattel. Über den Neumarkter Sattel führt seit 1879 die Rudolfsbahn; sie verbindet Klagenfurt mit dem Eisenbahnknoten Leoben.